# Херренхаузен
Херрензаузен (нем. Herrenhausen) — район в Ганновере (Германия).
Около деревни располагался увеселительный за́мок с парком, в котором:
- 6 марта 1671 года родилась принцесса Брауншвейг-Люнебургская Шарлотта Фелицита.

- В 1716 году, незадолго до своей смерти, Готфрид Вильгельм Лейбниц встречал Петра I, совершавшего своё второе путешествие в Западную Европу. Об этом ставшим третьим их свиданием немецкий учёный писал следующее:

Я воспользовался несколькими днями, чтобы провести их с великим русским монархом; затем я поехал с ним в Херренхаузен подле Ганновера и был с ним там два дня. Удивляюсь в этом государе столько же его гуманности, сколько познаниям и острому суждению.
- 3 сентября 1725 года был заключён союзный договор между британским королём Георгом I и прусским королём Фридрихом-Вильгельмом I.

## Развитие населения
На графике показано развитие населения района Херренхаузен-Штёкен с 1 января 2005 года. 